# Johann Melchior Jeitter
Johann Melchior Jeitter (* 21. September 1757 in Kleinheppach; † 10. Mai 1842 in Beutelsbach) war ein deutscher Forstwissenschaftler.

## Leben
Jeitter wurde als Sohn des damaligen Fahnenjunkers Daniel Jeitter, später Wachtmeister auf dem Hohentwiel, geboren. Er war von 1770 bis 1780 Eleve an der Hohen Karlsschule in Stuttgart und schied dort am 14. August 1780 als Hofjäger und Förster zu Wellingen aus. Schon früh zeigte Jeitter ein wissenschaftliches Interesse an seinem Fach. Er gehörte 1787 den Gründern des wissenschaftlichen Vereins „Forstkränzchen“, der das „Journal für das Forst- und Jagdwesen“ herausgab, und veröffentlichte als einer der ersten deutschen Förster ein systematisches Handbuch der Forstwissenschaften. 1810 wurde er württembergischer Oberförster in Ulm, 1818 Lehrer für Forstwissenschaft am Forstinstitut in Stuttgart und 1820 Professor an der land- und forstwissenschaftlichen Akademie in Hohenheim. 1826 trat er in den Ruhestand.

## Werke
- Systematisches Handbuch der theoretischen und praktischen Forstwirthschaft (Tübingen 1789)
- Anleitung zur Taxation und Eintheilung der Laubwaldungen (Stuttgart 1794) (Online)
- Aufmunterung zum Anbau und zur Erhaltung der Saalweide für Forst- und Landwirthe (Stuttgart 1798)
- Handbuch von der angewandten Forstwissenschaft oder den nöthigen Hülfswissenschaften. Für Forstzöglinge und Forstdiener, die sich weitere Kenntnisse verschaffen wollen (Neuauflage in drei Bänden, Stuttgart 1805/06)
- Versuch eines Handbuchs der Forstwissenschaft. Zum Unterricht der niedern Forstschulen (2 Bände, Stuttgart 1820)
- Jagdkatechismus für Lehrlinge der Jagdwissenschaft, Jäger, Forst- und Jagddiener, auch alle Liebhaber des Jagdwesens (Ulm/Stettin o. J.)
- Die forst- und landwirthschaftliche Wasserbaukunde in ihrem ganzen Umfange (Stuttgart 1832)